# アベルカイン
「アベルカイン」は、特撮の1枚目のシングル。2000年1月26日に徳間ジャパンコミュニケーションズよりリリース。

## 収録曲
（全作詞・編曲：特撮）
1. アベルカイン [2:34]
作曲 : 大槻ケンヂ
2. 身代わりマリー [3:29]
作曲 : fivesnach
3. テレパシー [4:10]
作曲 : 大槻ケンヂ

## 収録アルバム
| 曲名           | 収録アルバム                | 発売日         | 備考                  |
| -------------- | --------------------------- | -------------- | --------------------- |
| アベルカイン   | 『爆誕』                    | 2000年2月23日  | 1stオリジナルアルバム |
| アベルカイン   | 『初めての特撮 BEST vol.1』 | 2002年11月21日 | ベストアルバム        |
| 身代わりマリー | 『爆誕』                    | 2000年2月23日  | 1stオリジナルアルバム |
| テレパシー     | 『爆誕』                    | 2000年2月23日  | 1stオリジナルアルバム |
| テレパシー     | 『初めての特撮 BEST vol.1』 | 2002年11月21日 | ベストアルバム        |

| スタブアイコン | サブスタブ | この項目は、まだ閲覧者の調べものの参照としては役立たない、シングルに関連した書きかけの項目です。この項目を加筆・訂正などしてくださる協力者を求めています（P:音楽/PJ:楽曲）。 |